# Senica
Senica és una ciutat d'Eslovàquia. Es troba a la regió de Trnava, és capital del districte de Senica.

## Història
La primera menció escrita de la vila es remunta al 1217.

## Demografia
| Godina             | 1994   | 2004   | 2014   | 2024   |
| ------------------ | ------ | ------ | ------ | ------ |
| Nombre de persones | 21.038 | 21.028 | 20.352 | 19.137 |
| Diferència         |        | −0,04% | −3,21% | −5,96% |

| Godina             | 2023   | 2024   |
| ------------------ | ------ | ------ |
| Nombre de persones | 19.280 | 19.137 |
| Diferència         |        | −0,74% |

## Ciutats agermanades
- Beč, Sèrbia
- Herzogenbuchsee, Suïssa
- Hodonín, República Txeca
- Trutnov, República Txeca
- Velké Pavlovice, República Txeca
- Hohenau, Àustria
- Pultusk, Polònia
- Santa Tecla, El Salvador

1. 1 2  «Počet obyvateľov podľa pohlavia - obce (ročne) [om7101rr_obce=AREAS_SK]».   Statistical Office of the Slovak Republic, 31-03-2025. [Consulta: 31 març 2025].